# Chonerhinos
Chonerhinos is een monotypisch geslacht van straalvinnige vissen uit de familie van de kogelvissen (Tetraodontidae).

## Soort
- Chonerhinos naritus (Richardson, 1848)